# Jorge Wolney Atalla Junior
Jorge Wolney Atalla Junior, (10 de junho de 1969), diretor de cinema, é formado em Economia na Universidade do Texas em Austin e mestrado da Business School Lausanne, na Suíça, se mudou para Nova York para estudar cinema na New York Film Academy em 1999.
Em 2000, Atalla retornou ao Brasil e começou a filmar seu primeiro longa-metragem documentário, In Cane for Life (A Vide em Cana), que retrata as dificuldades de trabalhar nos campos de cana de açúcar. O diretor praticamente vivia com centenas de trabalhadores ao longo de um período de seis meses para ser capaz de captar a essência e natureza humana dos cortadores. O filme foi exibido em 56 festivais de cinema em 11 países e ganhou 14 prêmios e nove eram de melhor documentário, incluindo um Satellite Award da International Press Academy.
Em 2002, Atalla começou a trabalhar no documentário Sequestro. O diretor passou os primeiros dois anos em procura de parceiros e patrocinadores para o projeto, mas como a modalidade do crime abordado no documentário estava no seu auge, poucos tiveram coragem de aceitar o desafio. Depois de receber as licenças necessárias a partir do escritório do prefeito e governador para fazer o filme, veio o período exaustivo de convencer a Divisão Anti-Seqüestro para deixá-lo entrar em seu círculo. Ele passou o ano seguinte apenas conversando com os oficiais. A filmagem finalmente começou no final de 2005 e terminou em maio de 2009.
Atalla também é Presidente da Cruz Vermelha Brasileira, Filial Estado de São Paulo.

## Filmografia
Seqüestro (2009)
Bastidores – Muito Alegria e 40 Graus de Calor (2006)
A Vida em Cana (2002)
Princess (1999)

## Formação
- University of Texas at Austin, Economia, Austin/TX, 1991

- Business School Lausanne, Administração de Negócios, Lausanne/Switzerland, 1993

- Business School Lausanne, Mestrado em Administração de Negócios, Lausanne/Switzerland, 1995

- New York Film Academy, Técnicas Avançadas de  Filmagem, New York, 1999

## Prêmios
- Beverly Hills Film Festival, Melhor Diretor, 2010 [4]

- Beverly Hills FIlm Festival, Melhor Documentário, 2010 [4]

- Festival de Cinema do Recife, Melhor Edição, 2010

- Festival de Cinema do Recife, Melhor Roteiro, 2010

- Satellite Award, Melhor filme (documentário), 2002[5]

- Silver Daisy Award, Melhor filme (documentário), 2002 [6]

- Festival de Cinema do Recife, Melhor filme (documentário), 2001

- Big Bear Lake International Film Festival, Melhor filme (documentário), 2001

- Rhode Island Film Festival, Melhor Documentário, 2001

- Cine Golden Eagle, Melhor Documentário, 2001

- Long Beach Film Festival, Melhor Documentário, 2001

## Ligações Externas
Cinemateca Brasileira